# Debate electoral

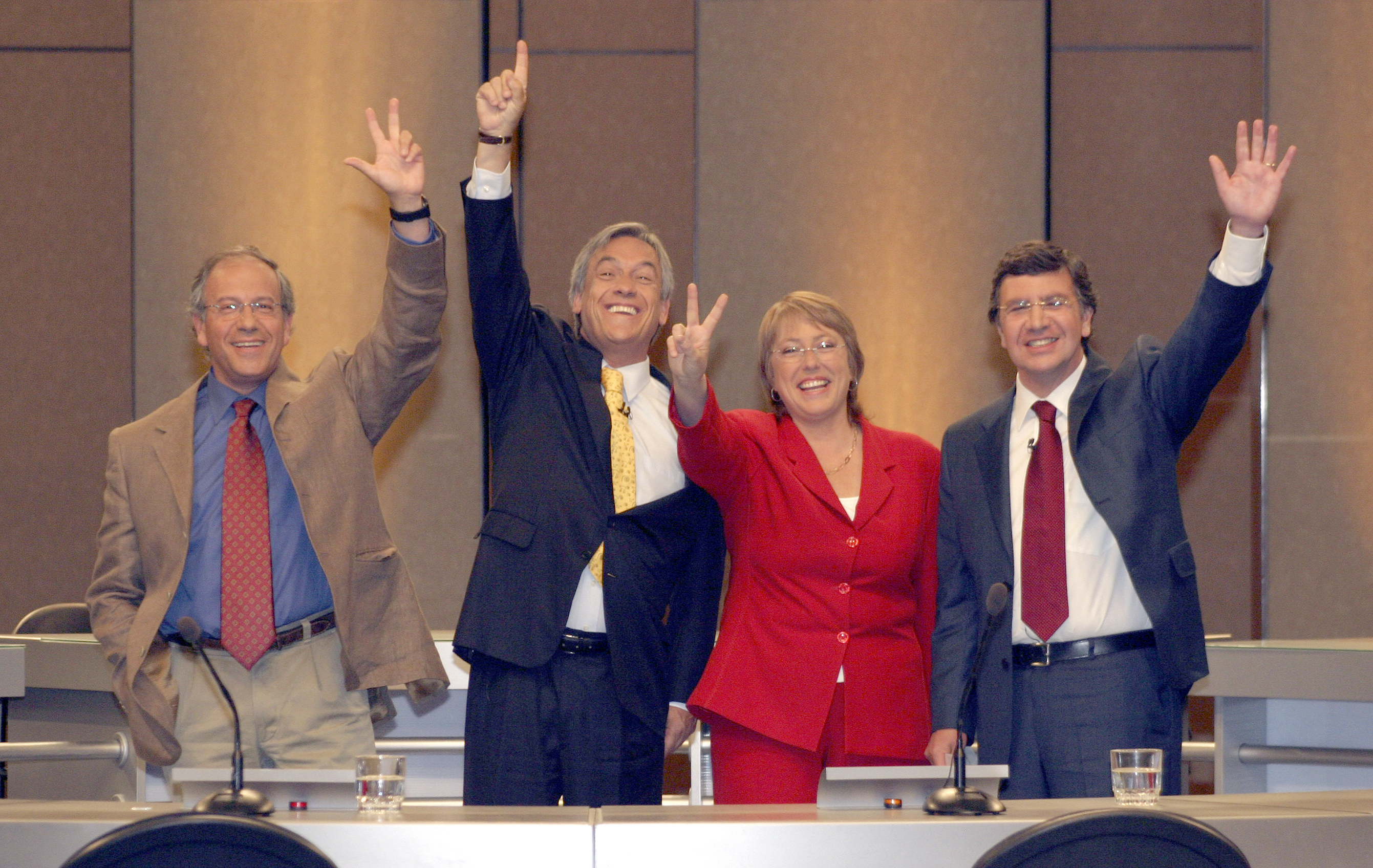
Candidatos en el debate presidencial a las elecciones de 2005 en Chile (Tomás Hirsch, Sebastián Piñera, Michelle Bachelet y Joaquín Lavín).

Un debate electoral, también referido como debate presidencial, es una confrontación retórica donde los candidatos a un cargo público presentan y defienden sus propuestas y visiones políticas. En la era moderna, los debates políticos suelen caracterizarse por la presentación televisiva de candidatos de igual jerarquía, quienes cuentan con una distribución equitativa del tiempo para discutir sobre una o varias temas de interés público, con el objetivo de influir en la decisión del electorado.
Los debates ofrecen a los votantes una oportunidad clave para conocer a los candidatos, evaluar sus capacidades e informarse sobre sus programas. A menudo la disposición de un candidato a participar en estos foros es vista como un compromiso con los principios de la democracia y un indicativo de la voluntad de someter sus ideas al escrutinio público.
En tiempos actuales, los debates políticos han evolucionado para convertirse en una característica establecida de las campañas políticas a lo largo de los últimos cincuenta años. Actualmente, más de 93 países en todos los continentes han implementado debates presidenciales durante sus procesos electorales, abarcando una variedad de regímenes políticos y para diversos tipos de elecciones, incluyendo tanto elecciones generales como segundas vueltas, y para cargos ejecutivos y legislativos. Estos eventos no solo captan audiencias significativamente más amplias que otros formatos de comunicación de campaña, sino que también alcanzan a aquellos electores que habitualmente no siguen con atención las campañas electorales.

## El debate en los medios de comunicación
Desde la masificación de los medios de comunicación suelen tener una alta audiencia los debates de carácter nacional para altos cargos políticos, ya sea el de presidente o primer ministro, dependiendo de la forma de gobierno de cada país. También se realizan debates a nivel local para los candidatos a gobernadores, alcaldes o al poder legislativo de cada entidad subnacional. La televisión y la radio son los dos medios más usados para este propósito, quienes, por lo general, transmiten de manera conjunta en cadena nacional para difundir con la mayor cobertura posible. Usualmente, los moderadores son periodistas con trayectoria reconocida en la prensa de cada país. 

### Efecto en las redes sociales
En paralelo, como consecuencia de los dichos de los candidatos, los usuarios de redes sociales en Internet vierten sus opiniones y crean discusiones en tiempo real sobre el debate e incluso en algunos países, se permite a través de este medio, formular preguntas a los participantes, previamente revisadas, con el fin de democratizar el evento.

## Historia de los Debates Electorales
Los debates presidenciales modernos son herederos de una tradición que se remonta a los enfrentamientos dialécticos de la Grecia clásica. Desde tiempos antiguos, la idea de que el diálogo y el debate pueden desembocar en verdades trascendentes ha sido un pilar en diversas culturas, desde los eruditos de India y Judá hasta las protodemocracias de Grecia y Roma. Los diálogos socráticos, por ejemplo, idealizan el proceso de llegar a conclusiones profundas a través de la interacción verbal. En el contexto político, estos intercambios se observaron en el Senado romano o eventos públicos como en el ágora griega o el Pnyx ateniense. Este legado se perpetuó a lo largo de los siglos, adaptándose a las cambiantes arenas políticas y los medios tecnológicos.
El desarrollo del parlamentarismo y los ideales iluministas en la tradición anglosajona del siglo XVIII sucedió en paralelo a la formación de las primeras sociedades de debates. Una de las primeras es la American Whig-Cliosophic Society, fundada en 1765, pero luego muchas universidades y organizaciones educativas alrededor del mundo realizan debates cómo Oxford Union, Cambridge Union Society, Yale Political Union en la Universidad de Yale o la Harvard College Debating Union entre otras.
Estas sociedades dieron paso a una nueva era de debates públicos estructurados y competitivos, como los famosos debates entre Abraham Lincoln y Stephen Douglas en 1858, que no solo contendían por una banca senatorial en Illinois, sino que también atraían la atención nacional por abordar temas críticos como la esclavitud. Esta evolución marcó el comienzo de la modernización de los debates públicos, transformándolos en eventos donde el público participa más como espectador que como agente activo en la toma de decisiones.
En un sentido amplio, Suecia fue el país pionero en la organización de los debates mediáticos al organizar el primero en 1934 a través de la radio. A la tradición radial constante le siguió la migración a la televisión. En vísperas de las elecciones parlamentarias de 1948, el Primer ministro y líder socialdemócrata Tage Erlander debatió con el líder del Partido Popular Liberal, Bertil Ohlin en SVT, el canal de servicio público sueco.

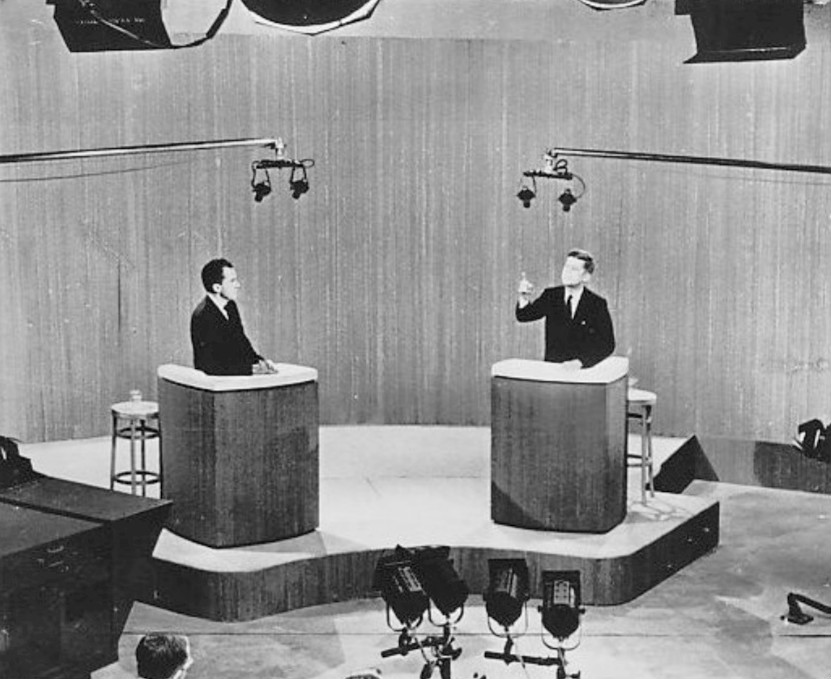
Foto del último y cuarto debate Kennedy-Nixon que tuvo lugar en Nueva York el 21 de octubre de 1960.

Con el crecimiento de la tenencia de televisores en los hogares, los debates presidenciales adquirieron una nueva dimensión que transformó radicalmente su impacto. El primer debate televisado, realizado en la elección presidencial de 1960 entre John F. Kennedy y Richard Nixon marcó un punto de inflexión. El primer debate fue visto por unos 66 millones de televidentes y sirvió como muestra de la importancia que los medios audiovisuales empezaban a cobrar en la política. Suele recordarse que Kennedy, relajado y bien preparado, ganó ante las cámaras frente a un Nixon incómodo, mal dormido y que se negó a usar maquillaje. La reconstrucción histórica habitual cuenta que JFK ganó entre los que vieron el debate en televisión, debido a su estilo televisivo. Entretanto, quienes escucharon el debate por radio prefirieron a Nixon, cuyas dotes de orador eran superiores. La elección tenía planifica cuatro debates en total y para los siguientes debates, Nixon recuperó su peso, se preparó para la televisión e incluso estudió sus mensajes. Los analistas políticos de la época sostuvieron que Kennedy ganó el primer debate, Nixon el segundo y tercero y que el cuarto debate fue un empate. Sin embargo, tenemos pocas evidencias para respaldar todas esas afirmaciones frecuentes.El formato y las reglas de los debates

## El formato y las reglas de los debates
El formato y la estructura de los debates presidenciales pueden diferir significativamente de un país a otro, reflejando la diversidad de los sistemas políticos y culturales. En algunas naciones, los debates son regulados por leyes y organizados por instituciones gubernamentales específicas. Por ejemplo, en México, el Instituto Nacional Electoral se encarga de su organización, mientras que en Argentina, la tarea recae en la Cámara Nacional Electoral. Estas entidades aseguran que los debates se lleven a cabo de manera equitativa y conforme a regulaciones claras que garantizan la representación y la equidad entre los candidatos.
Por otro lado, en países como Estados Unidos, los debates son organizados por entidades cívicas no partidistas, tales como la Comisión de Debates Presidenciales, que opera independientemente de los partidos políticos y del gobierno. Esta organización se encarga de establecer las reglas y formatos del debate, buscando fomentar un espacio de intercambio entre los partidos. En otros casos, son principalmente los medios de comunicación quienes toman la iniciativa en la organización de los debates. Un ejemplo de ello es Brasil, Francia o Reino Unido. Esto refleja una tradición en la que los medios juegan un papel activo en la formación de la opinión pública.
En cuanto a los formatos de los debates en si, cada país hace uso de diferentes reglas y estilos, reflejando la diversidad de las democracias actuales. Estos formatos pueden variar según el número de candidatos, la moderación periodística, y cómo se involucra a la audiencia. Más allá de las particularidades, se reconocen tres grandes modelos generales para la realización de debates:
Formatos de debates electorales:
1. Debate de Atril: Es el más común y tradicional, donde los candidatos se posicionan detrás de un atril y se dirigen a la cámara, emulando una conferencia de prensa para reforzar su imagen presidencial. Este formato divide la presentación en bloques temáticos, con tiempo limitado para cada candidato y espacio para intercambios controlados por moderadores, enfatizando el orden sobre la espontaneidad.[11]
2. Formato Town Hall: Aquí, la interacción directa con la audiencia es clave, con preguntas formuladas directamente por los ciudadanos. Los candidatos, sentados en sillas altas, pueden moverse libremente por el escenario, promoviendo una atmósfera de autenticidad y diálogo directo, sin divisiones temáticas y con un moderador cuyo rol es secundario.[12]
3. Debate de Mesa: Este es el formato más libre, favoreciendo una discusión abierta y sin cortes publicitarios. Los candidatos, enfrentados sobre una mesa, debaten extensamente sin moderación directa, simbolizando un duelo clásico que permite un intercambio fluido y continuo de ideas. El mayor exponente de este modelo es Francia.[13][14]

Cada formato busca destacar diferentes cualidades de los candidatos y responde a distintas expectativas del público y la dinámica de la campaña.

## Países que realizan debates electorales nacionales
Los siguientes países realizan debates electorales:
- Alemania

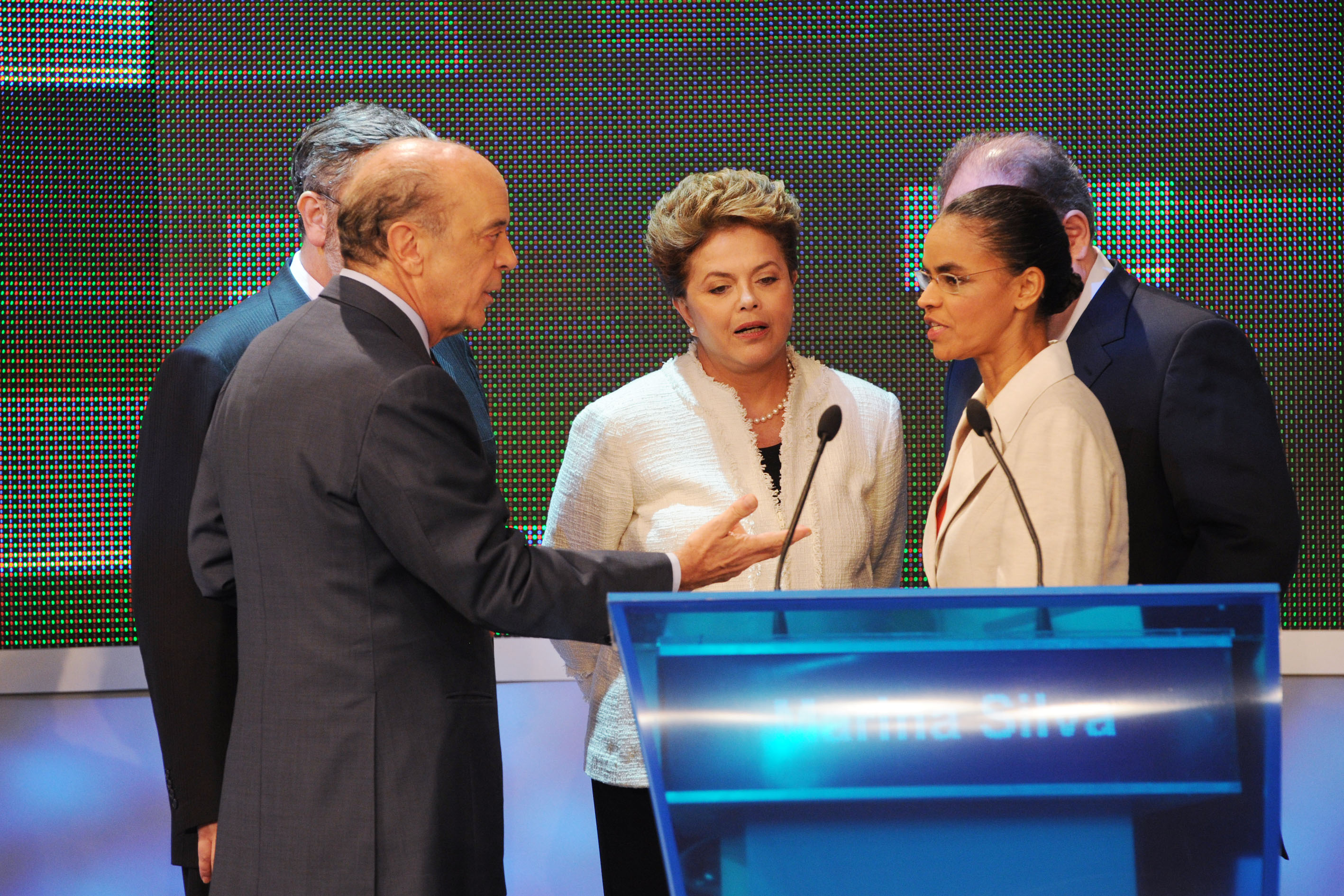
Candidatos presidenciales en el debate para las elecciones brasileñas de 2010 (José Serra, Dilma Rousseff y Marina Silva).

- Argentina: El primer debate presidencial en la historia de Argentina se realizó en la Facultad de Derecho de la Universidad de Buenos Aires el 4 de octubre de 2015, desde entonces por ley deben realizarse antes de cada elección, quedando a cargo de estos la fundación Argentina Debate.[16]
- Australia
- Austria
- Brasil:
- Canadá
- Chile: El primer debate presidencial de Chile se realizó en Santiago el 9 de octubre de 1989, entre los candidatos presidenciales, Patricio Aylwin y Hernán Büchi, bajo el régimen militar de Augusto Pinochet, luego de que éste perdiera el plebiscito de 1988.[17]
- Colombia: El primer debate presidencial televisivo se realizó por primera vez el 11 de febrero de 1986 en el Hotel Tequendama de Bogotá para las elecciones de ese año, entre los candidatos Luis Carlos Galán y Álvaro Gómez Hurtado.[18][19]
- Costa Rica
- Croacia
- Ecuador El primer debate presidencial se desarrolló el 27 de mayo de 1978, fue organizado por el Círculo de Periodistas del Guayas y televisado por el canal 10.
- España: El debate electoral entre Felipe González y José María Aznar, celebrado en Antena 3 el 24 de mayo del 1993 para las elecciones de ese año, fue el primero de la democracia en España.[20]
- Estados Unidos: El primer debate presidencial televisado de los Estados Unidos fue realizado en Chicago el 26 de septiembre de 1960, entre los candidatos John F. Kennedy y Richard Nixon.[21] Desde 1987 existe la Comisión para los Debates Presidenciales (CPD), una entidad sancionadora y mediadora entre los equipos de cada candidatura presidencial estadounidense.[22]
- Filipinas
- Francia
- Georgia
- Guatemala
- Honduras
- Irán
- Irlanda
- Israel
- Italia
- Kenia
- Malta
- México: desde las elecciones federales de 1994.
- Nueva Zelanda
- Países Bajos
- Panamá
- Paraguay
- Perú: El primer debate presidencial peruano ocurrió el 3 de junio de 1990 durante la campaña para las elecciones de ese año entre los candidatos Mario Vargas Llosa y Alberto Fujimori.[23][24]
- Polonia
- Portugal
- Reino Unido
- República Dominicana: El primer debate presidencial en la historia de la República Dominicana se llevó a cabo entre Láutico García, sacerdote jesuita, y Juan Bosch, candidato presidencial por el Partido Revolucionario Dominicano (PRD), en vísperas de las elecciones del 20 de diciembre de 1962. Posteriormente, el 24 de abril de 2024, se realizó otro debate notable, en el que participó por primera vez un presidente en funciones, Luis Abinader, del Partido Revolucionario Moderno (PRM), en el contexto de su campaña de reelección.
- Suecia
- Túnez
- Uruguay: Desde 2019 son de carácter obligatorio los debates presidenciales para los candidatos que alcancen la segunda vuelta[25]